# WADP
La World Association for the Development of Philately (WADP) è l'associazione mondiale per lo sviluppo della Filatelia. Collabora con l'Unione postale universale (UPU) e con organizzazioni e associazioni che intendono promuovere la filatelia nel mondo, fornendo un punto di riferimento non solo per le associazioni dei collezionisti ma anche per l'industria filatelica.

## Il WNS: il sistema di numerazione del WADP
Dal 1º gennaio 2002 WADP e UPU hanno promosso l'iniziativa di una catalogazione delle emissioni filateliche dei vari Stati secondo una standardizzazione alla cui base è il sistema di numerazione del WADP, detto appunto WNS (Wadp Numbering System).
Al WNS aderisco no una serie di Paesi, ognuno dei quali è contraddistinto da una sigla. Ogni francobollo emesso da questi Paesi, a partire dal 2002, è registrato nel database secondo una codifica alfanumerica che distingue:
1) la sigla del Paese emettitore (a due cifre alfabetiche, maiuscole)
2) tre cifre numeriche corrispondenti all'ordine, all'interno dell'anno, in cui il francobollo è stato emesso, a partire da 001
3) l'anno a due cifre, preceduto da un punto: es: .08 per le emissioni relative al 2008
Così ad esempio il numero WNS IT007.07 corrisponde al francobollo emesso dall'Italia nel 2007, settimo nell'ambito delle emissioni di quell'anno. Il database fornisce in dettaglio anche altre informazioni:
1) una riproduzione del francobollo a colori (su autorizzazione dello Stato emittente);
2) dati riguardanti la data di emissione, l'argomento principale, il soggetto, larghezza e altezza in millimetri, il valore facciale, l'eventuale presenza di un set (o serie) di cui il francobollo fa parte, il formato di fogli, la dentellatura, l'ente che lo ha emesso (es. Poste Italiane) e lo stampatore (es. IPZS, l'Istituto Poligrafico e Zecca dello Stato nel caso di un francobollo italiano).
Il fine del database è quello di costituire un punto di riferimento internazionale nella lotta contro le falsificazioni. Il database è pubblicato in francese e inglese.

## Stati postali partecipanti al sistema di numerazione WNS del WADP
Gli Stati o regioni sono codificati secondo lo standard ISO 3166-1 alpha-2.
| Nazione                                   | Sigla WNS |
| ----------------------------------------- | --------- |
| Afghanistan                               | (AF)      |
| Athos                                     | (XK)      |
| Aland                                     | (AX)      |
| Algeria                                   | (DZ)      |
| Andorra francese                          | (XD)      |
| Andorra spagnola                          | (XC)      |
| Angola                                    | (AO)      |
| Anguilla                                  | (AI)      |
| Argentina                                 | (AR)      |
| Armenia                                   | (AM)      |
| Australia                                 | (AU)      |
| Territorio Antartico Australiano          | (XA)      |
| Austria                                   | (AT)      |
| Azerbaigian                               | (AZ)      |
| Azzorre                                   | (XE)      |
| Repubblica Serba di Bosnia ed Erzegovina  | (XH)      |
| Bahamas                                   | (BS)      |
| Bahrein                                   | (BH)      |
| Barbados                                  | (BB)      |
| Bielorussia                               | (BY)      |
| Belgio                                    | (BE)      |
| Benin                                     | (BJ)      |
| Bermuda                                   | (BM)      |
| Bolivia                                   | (BO)      |
| Bosnia                                    | (XJ)      |
| Bosnia ed Erzegovina                      | (BA)      |
| Botswana                                  | (BW)      |
| Brasile                                   | (BR)      |
| Territorio britannico dell'oceano Indiano | (IO)      |
| Bulgaria                                  | (BG)      |
| Burkina Faso                              | (BF)      |
| Burundi                                   | (BI)      |
| Cambogia                                  | (KH)      |
| Camerun                                   | (CM)      |
| Canada                                    | (CA)      |
| Capo Verde                                | (CV)      |
| Ciad                                      | (TD)      |
| Cile                                      | (CL)      |
| Cina                                      | (CN)      |
| Isola del Natale                          | (CX)      |
| Isole Cocos (Keeling)                     | (CC)      |
| Colombia                                  | (CO)      |
| Comore                                    | (KM)      |
| Repubblica del Congo                      | (CG)      |
| Costa Rica                                | (CR)      |
| Costa d'Avorio                            | (CI)      |
| Croazia                                   | (HR)      |
| Cipro                                     | (CY)      |
| Repubblica Ceca                           | (CZ)      |
| Repubblica Democratica del Congo          | (CD)      |
| Danimarca                                 | (DK)      |
| Gibuti                                    | (DJ)      |
| Repubblica Dominicana                     | (DO)      |
| Timor Est                                 | (TL)      |
| Ecuador                                   | (EC)      |
| Egitto                                    | (EG)      |
| Eritrea                                   | (ER)      |
| Estonia                                   | (EE)      |
| Etiopia                                   | (ET)      |
| Faroe                                     | (FO)      |
| Figi                                      | (FJ)      |
| Finlandia                                 | (FI)      |
| Francia                                   | (FR)      |
| Polinesia francese                        | (PF)      |
| Territori Francesi del Sud                | (TF)      |
| Gabon                                     | (GA)      |
| Georgia                                   | (GE)      |
| Gibilterra                                | (GI)      |
| Gran Bretagna                             | (GB)      |
| Grecia                                    | (GR)      |
| Groenlandia                               | (GL)      |
| Haiti                                     | (HT)      |
| Hong Kong                                 | (HK)      |
| Ungheria                                  | (HU)      |
| Islanda                                   | (IS)      |
| India                                     | (IN)      |
| Indonesia                                 | (ID)      |
| Iran                                      | (IR)      |
| Israele                                   | (IL)      |
| Italia                                    | (IT)      |
| Giamaica                                  | (JM)      |
| Giappone                                  | (JP)      |
| Kazakistan                                | (KZ)      |
| Kenya                                     | (KE)      |
| Kiribati                                  | (KI)      |
| Corea                                     | (KR)      |
| Kirghizistan                              | (KG)      |
| Lettonia                                  | (LV)      |
| Lesotho                                   | (LS)      |
| Liechtenstein                             | (LI)      |
| Lituania                                  | (LT)      |
| Lussemburgo                               | (LU)      |
| Macao                                     | (MO)      |
| Macedonia                                 | (MK)      |
| Madagascar                                | (MG)      |
| Madera                                    | (XB)      |
| Malawi                                    | (MW)      |
| Malaysia                                  | (MY)      |
| Maldive                                   | (MV)      |
| Mali                                      | (ML)      |
| Malta                                     | (MT)      |
| Mauritania                                | (MR)      |
| Mayotte                                   | (YT)      |
| Messico                                   | (MX)      |
| Moldavia                                  | (MD)      |
| Monaco                                    | (MC)      |
| Montenegro                                | (XI)      |
| Montserrat                                | (MS)      |
| Marocco                                   | (MA)      |
| Mozambico                                 | (MZ)      |
| Birmania                                  | (MM)      |
| Nauru                                     | (NR)      |
| Nepal                                     | (NP)      |
| Nuova Caledonia                           | (NC)      |
| Nuova Zelanda                             | (NZ)      |
| Nicaragua                                 | (NI)      |
| Niger                                     | (NE)      |
| Nigeria                                   | (NG)      |
| Niuafo'ou                                 | (XG)      |
| Norvegia                                  | (NO)      |
| Oman                                      | (OM)      |
| Pakistan                                  | (PK)      |
| Panama                                    | (PA)      |
| Paraguay                                  | (PY)      |
| Perù                                      | (PE)      |
| Polonia                                   | (PL)      |
| Portogallo                                | (PT)      |
| Qatar                                     | (QA)      |
| Romania                                   | (RO)      |
| Terre di Ross                             | (XF)      |
| Federazione Russa                         | (RU)      |
| Ruanda                                    | (RW)      |
| Saint-Pierre e Miquelon                   | (PM)      |
| Isole Salomone                            | (SB)      |
| San Marino                                | (SM)      |
| Saint Lucia                               | (LC)      |
| Arabia Saudita                            | (SA)      |
| Senegal                                   | (SN)      |
| Serbia                                    | (RS)      |
| Serbia e Montenegro                       | (CS)      |
| Seychelles                                | (SC)      |
| Sierra Leone                              | (SL)      |
| Singapore                                 | (SG)      |
| Slovacchia                                | (SK)      |
| Slovenia                                  | (SI)      |
| Sudafrica                                 | (ZA)      |
| Spagna                                    | (ES)      |
| Sri Lanka                                 | (LK)      |
| Sant'Elena                                | (SH)      |
| Sudan                                     | (SD)      |
| Swaziland                                 | (SZ)      |
| Svezia                                    | (SE)      |
| Svizzera                                  | (CH)      |
| Siria                                     | (SY)      |
| Tagikistan                                | (TJ)      |
| Tanzania                                  | (TZ)      |
| Thailandia                                | (TH)      |
| Togo                                      | (TG)      |
| Tonga                                     | (TO)      |
| Tunisia                                   | (TN)      |
| Turchia                                   | (TR)      |
| Turks e Caicos                            | (TC)      |
| Uganda                                    | (UG)      |
| Ucraina                                   | (UA)      |
| Emirati Arabi Uniti                       | (AE)      |
| Nazioni Unite                             | (UN)      |
| Stati Uniti d'America                     | (US)      |
| Uruguay                                   | (UY)      |
| Uzbekistan                                | (UZ)      |
| Vanuatu                                   | (VU)      |
| Vietnam                                   | (VN)      |
| Wallis e Futuna                           | (WF)      |
| Samoa                                     | (WS)      |
| Yemen                                     | (YE)      |
| Zambia                                    | (ZM)      |
| Zimbabwe                                  | (ZW)      |